# Lursan Thiamrat
Lursan Thiamrat (thailändisch เลอสันต์ เทียมราช, * 18. August 1991 in Sakon Nakhon) ist ein thailändischer Fußballspieler.

## Karriere

### Verein
Lursan Thiamrat spielte bis Ende 2014 für die beiden Drittligisten Nakhon Nayok FC und Chachoengsao Hi-Tek FC. Anschließend war er von 2015 bis 2018 beim Sukhothai FC aktiv.  Der Verein aus Sukhothai spielte in der höchsten Liga des Landes, der Thai Premier League. 2016 gewann er mit dem Verein den FA Cup. Bis Ende 2018 absolvierte er 50 Erstligaspiele für Sukhothai. Der Zweitligist Sisaket FC nahm ihn 2019 für ein Jahr unter Vertrag. Für den Klub aus Sisaket absolvierte er 33 Spiele in der zweiten Liga, der Thai League 2. Anfang 2020 wurde er vom Ligakonkurrenten Nongbua Pitchaya FC aus Nong Bua Lamphu unter Vertrag genommen. Im März 2021 feierte er mit Nongbua die Zweitligameisterschaft und den Aufstieg in die erste Liga. Nach 70 Ligaspielen, bei denen er sechs Tore erzielte, wurde der Vertrag von Thiamrat am 7. November 2022 aufgelöst. Im Dezember 2022 verpflichtete ihn sein ehemaliger Verein Sukhothai FC.

### Nationalmannschaft
Am 27. März 2022 debütierte Thiamrat für die thailändische A-Nationalmannschaft beim 1:0-Testspielsieg gegen Suriname, als er in der 88. Minute für Supachok Sarachat eingewechselt wurde.

## Erfolge
Sukhothai FC
- Thailändischer Pokalsieger: 2016

Nongbua Pitchaya FC
- Thailändischer Zweitligameister: 2021  ▲